# Andrzej Rostworowski
Andrzej Jan Tadeusz Rostworowski (ur. 28 stycznia 1745 w Prażmowie pod Warszawą, zm. 24 kwietnia 1831) – sędzia ziemski czerski, starosta liwski, poseł na Sejm Czteroletni.

## Życiorys
Syn kasztelana zakroczymskiego Jana Antoniego Rostworowskiego i wojewodzianki rawskiej Konstancji z Lanckorońskich.
Był kawalerem Orderu Św. Stanisława (odznaczony w 1790 r.). Posłował na Sejm Czteroletni z ziemi czerskiej przez dwie kadencje. Należał do stronników Stanisława Augusta, obracając się w kręgu Stanisława Małachowskiego (stryja swojej bratowej). 2 maja 1791 roku podpisał asekurację, w której zobowiązał się do popierania projektu Ustawy Rządowej. Poparł Konstytucję 3 Maja, przyjął również prawo miejskie Warszawy w r. 1791.
Z żoną, kasztelanką santocką Józefą Kunegundą Komorowską (siostrą Gertrudy), miał dziesięcioro dzieci:
- Marię Ewę (1777-1860), żonę wojewodzica bełskiego Adama Potockiego
- Helenę (1777-1829), żonę rosyjskiego generała Ferdynanda Wintzingerode
- Teklę (1778-1816)
- Jana Tadeusza (1779-1853), pułkownika wojsk polskich
- Franciszka, zm. w dzieciństwie
- Anielę (1783-1842), żonę Jana Antoniego Drohojowskiego
- Stefana (1784-1866), marszałka szlachty gubernii augustowskiej
- Zofię (1787-1873)
- Antoninę, zm. przy narodzinach
- Kaliksta, zm. przy narodzinach

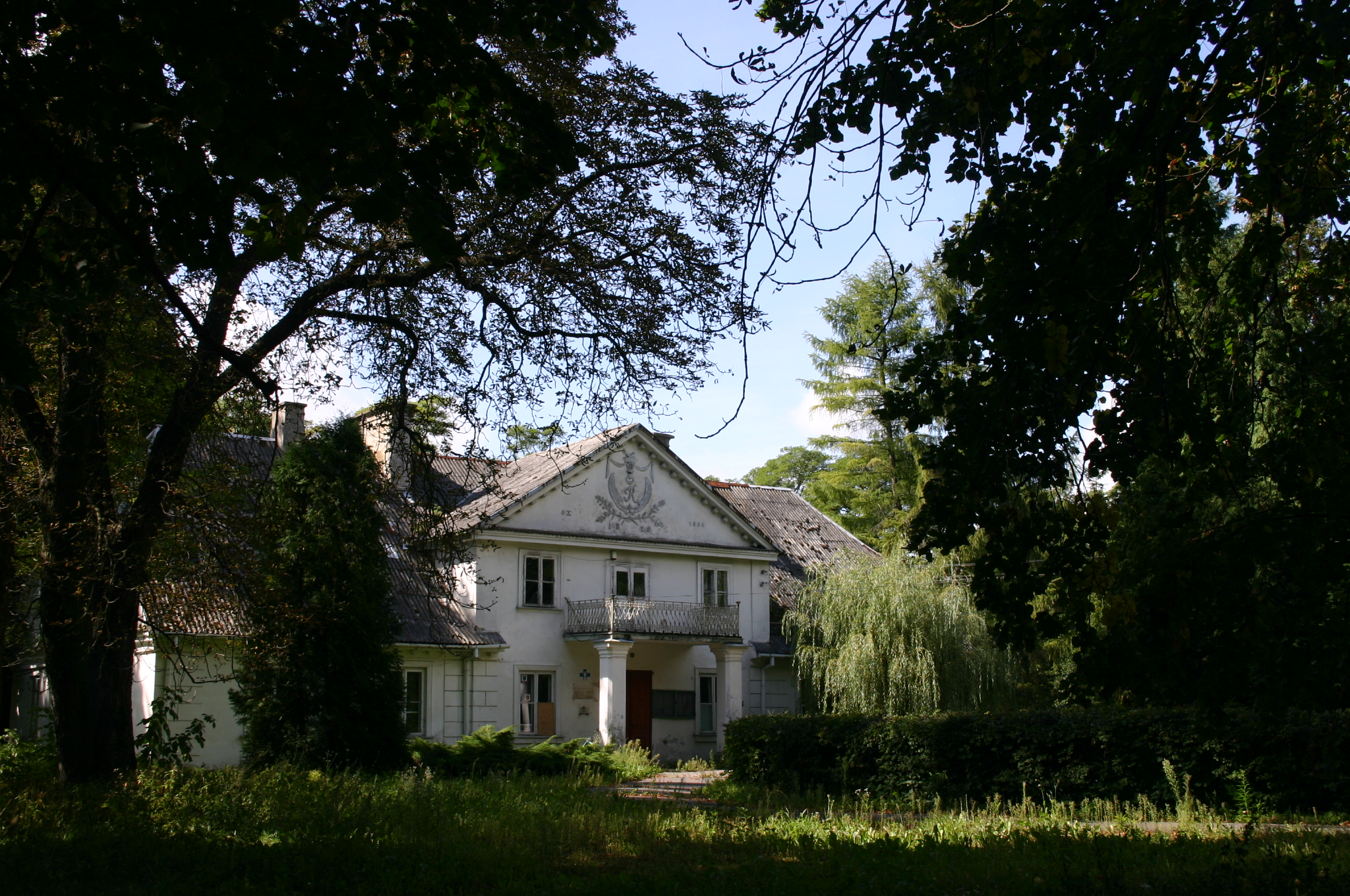
Dwór Ryxów w Prażmowie pod Warszawą (wybudowany w I poł. XIX w.), stojący w miejscu dawnej (zapewne drewnianej) siedziby kasztelanica Andrzeja Rostworowskiego

Używał tytułu hrabiowskiego, z którym jego żona została wpisana (jako hrabina Rostworowska) do austriackiego patentu przyznającego ten tytuł swojemu ojcu, Jakubowi Komorowskiemu – on sam jednak nie zdołał uzyskać takowego u władz austriackich ze względu na zbyt późne starania oraz „żadnych szczególnych zasług dla austriackiego państwa”.